# 夢みるNo.1
「夢みるNo.1」（The Tide Is High）は、ジョン・ホルトが作詞作曲した楽曲。ホルトが所属していたジャマイカのロックステディ・グループ、パラゴンズが1967年に発表した。ブロンディのカバー・バージョンが全米・全英1位を記録し世界的に知られるようになった。また、アトミック・キトゥンのカバー・バージョン（2002年）も全英1位を記録した。

## 概要
三人組のボーカル・トリオであるパラゴンズは、トミー・マクック&ザ・スーパーソニック・バンドと共に「The Tide Is High」を録音した。レコーディングにはホワイト・ラム・レイモンドがヴァイオリンで参加した。プロデューサーはデューク・リードが務めた。1967年にシングルとして発表。
1971年にはU・ロイがトースティングのバージョンを発表した。1978年にはグレゴリー・アイザックスがカバー。
アルバム『恋のハートビート（Eat to the Beat）』（1979年）までブロンディはすべてニューヨークで録音していたが、プロデューサーのマイク・チャップマンは5枚目のアルバムをロサンゼルスで制作することを主張。グループはロサンゼルスに2か月滞在し、ユナイテッド・ウェスタン・レコーダーズでレコーディングを行った。メンバーのデボラ・ハリーとクリス・シュタインはロンドンで手に入れたコンピレーション物のカセットでパラゴンズの「The Tide Is High」を聴いた。二人はこの曲に飛びつき、もはやレコーディングするしかないと考えた。スペシャルズのファンだった二人は彼らに演奏を依頼するが断られる。グループはオリー・E・ブラウン、エミル・リチャーズ、アレックス・アクーニャをパーカッション奏者に加え録音。弦楽器と管楽器の編曲はジミー・ハスケルが務めた。
1980年10月31日、シングルとして発表。B面はハリーとナイジェル・ハリスンが書いた「スージー&ジェフリー」（オリジナル・アルバム未収録）。同年11月発売のアルバム『オートアメリカン』に収録。
1981年1月31日付のビルボード・Hot 100で1位を記録。イギリス、カナダ、ニュージーランドで1位、アイルランドで2位、オーストラリア、ベルギーで4位を記録するなど世界的な大ヒットとなった。1981年のビルボード年間チャートの17位を記録し、ゴールドディスクに輝いた。
2002年、アトミック・キトゥンのカバー・バージョンもイギリス、アイルランド、ニュージーランドなどで1位を記録した。2008年にカーディナル・オフィシャルがカバーしたバージョンもドイツの「Deutsche Urban Charts」で1位を記録した。